# منارة جزيرة سريجينا
منارة جزيرة سريجينا هي منارة توتيد (توجيه) تستخدم لملاحة القوارب التي ترسو في ميناء سكيكدة.

## تاريخ

### عموميات
وُضع عدد قليل من الفوانيس البدائية النادرة بالقرب من الملاجئ التي كانت بمثابة ملجأ للمراكب البربرية؛ مثل الفانوس العادي الموجود على البرج العالي في حصن الصخرة. منذ السنوات الأولى للإحتلال الفرنسي، رُكبت شعلات أكثر كفاءة في أكثر النقاط المميزة. وهكذا في عام 1834، قام الفرنسيون بتركيب جهاز بدلاً من فانوس الجزائر العاصمة والذي يتكون من ضوء ثابت يعلوه تاج دوار يحمل 8 مصابيح مع عاكسات مرتبة لإنتاج ضوء كسوف لمدة 30 ثانية. في 30 ثانية.
التقرير الرسمي الأول الذي يتناول إنارة السواحل الجزائرية هو تقرير اللجنة البحرية الجزائرية لعام 1843 الذي يضع تقريراً كاملاً «عن التحسينات التي يجب إجراؤها على الأضواء الموجودة (الجديدة في ذلك الوقت)، للأضواء التي سيتم إنشاؤها. على الفور، يجب إشعال الشعلات بعد ذلك». نفذ على مدار عدة سنوات، مع التعديلات التي فرضها التقدم التقني وتطور الملاحة، والتي قررت لجنة المنارة لعام 1861 أهمها.
عُدلت الأجهزة بشكل دوري بين عامي 1860 و 1900. كان أبرز هذه التحسينات هو استبدال الزيت المعدني بالزيت النباتي في عام 1881 بعد ذلك، من خلال استخدام بعض شعلات المصابيح عند مستوى ثابت. في عام 1902، وُضع برنامج جديد لتحسين الإضاءة الساحلية من خلال إنشاء لجنة بحرية خاصة تبنت برنامجًا للإنجازات يوفر، من بين أمور أخرى، استبدال الأضواء الثابتة الموجودة عن طريق وميض الأضواء الغامضة مع أو بدون قطاعات زاهية الألوان. البرنامج الذي نُفذ بالكامل من 1904 إلى 1908 باستثناء الرصيف الشمالي لميناء الجزائر. في عام 1924 تابع كبير المهندسين لخدمة المنارة المركزية كهربة الأضواء الرئيسية وأضواء الموانئ منذ البعثة العلمية إلى الجزائر.
بالإضافة إلى ذلك، شُغلت أربعة أجهزة راديوية ؛ في منارة الأميرالية بالجزائر العاصمة (1931)، في رأس الإبرة (1938)، في رأس كاكسين (1938) وفي رأس ماتيفو (1942). كما خططت الخدمات الفنية لإنشاء أربعة مبانٍ إضافية في غضون فترة زمنية قصيرة في رأس تنس، ورأس بنقوت، ورأس بوقارون، ورأس العسة.

### تاريخ المنارة
بنيت منارة سريجينا عام 1847 ثم أعيد تصميمها عام 1906.

## مميزات
سريجينا هي جزيرة تقع عند المدخل الغربي لميناء سكيكدة.
تتكون المنارة المربعة من برج يبلغ ارتفاعه حوالي 14.3م، يرتفع إلى 56,3 م من مستوى سطح البحر مشيد من الحجارة المبنية الملساء، ويدعم فانوسًا الذي يحمي مصباحًا بقوة 180 وات وجهد 24 فولت، ويقع في وسط مبنى أبيض بمساحة 180 م2 من مستوى واحد، زين محيطه بأقواس توضع على سطحه الألواح الكهروضوئية.
بُنيت العديد من الملحقات ذات الجودة المعمارية الرديئة حول المبنى الرئيسي، المجمع المبني، الذي يمثل مساحة سطحية مجمعة تبلغ 135 م2 متصل بمرحلة هبوط من خلال مسار شديد الانحدار 115 م، به بوابة تمنع الزوار.

## روابط خارجية
- موقع الديوان الوطني للإشارات البحرية